# Pulcratis
Pulcratis is een geslacht van kreeftachtigen uit de klasse van de Malacostraca (hogere kreeftachtigen).

## Soort
- Pulcratis reticulatus Ng & J.-F. Huang, 1997